# Бахаедин Шакир
Бахаедин Шакир (тур. Bahaettin Şakir; 1874, Тракија — 17. април 1922) био је османски државник, оснивач и шеф Специјалне организације. Један је од главних организатора масовних депортација и геноцида над Јерменима.
Школовао се на Војномедицинској академији у Истанбулу. Постао је члан партије Јединство и прогрес, касније се преселио у Париз, гдје је помагао истакнутам партијском лидеру Ахмеду Ризи. По повратку у Истанбул 1912. године, постао је један од најутицајних чланова партије. Био је близак Талат-паши. Био је организатор и шеф Специјалне организације и кључна личност у геноциду над Јерменима. Због улоге у геноциду добио је надимак „касапин из Трапезунта”. Убио га је у Берлину 17. априла 1922. године Аврам Ерганијаном током операције „Немезис”.